# قائمة متاحف سوريا

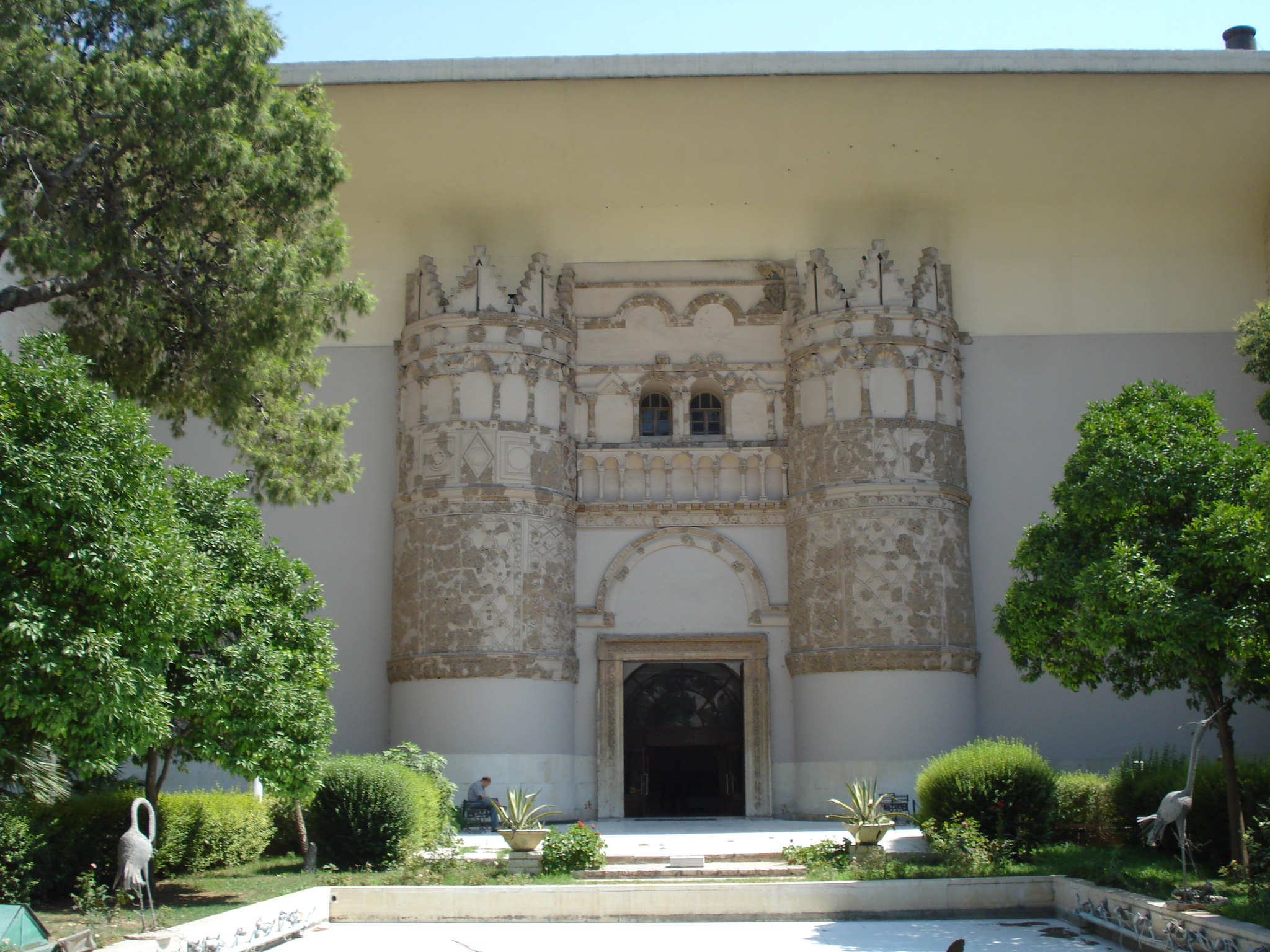
واجهة متحف دمشق الوطني، والتي هي واجهة قصر الحير الغربي

تضم سوريا العديد من المتاحف التي تتوزع على بعض المدن السورية، أحد أهم وأقدم المتاحف فيها هو المتحف الوطني بدمشق، الذي تأسس بعد انتهاء الحرب العالمية الأولى وانسحاب العثمانيين من الشام في أعقاب الثورة العربية الكبرى عام 1918م.
أسس المتحف الوطني بدمشق عام 1919م، وأهدت بعض العائلات المُقتدِرة بسوريا المتحف ما لديها من تحف وآثار قيمة شكلت نواة مجموعات المتحف عام 1920، وتزايدت هذه القطع بعد الاكتشافات الأثرية والحفريات للأماكن الأثرية. ومع هذا التزايد شيدت مديرية الآثار العامة المتاحف أو حولت بعض القصور والمنازل القديمة والتراثية إلى متاحف في أغلب المدن السورية، لكن تبقى دمشق لها النسبة الأكبر بين هذه المتاحف، تليها حماة ثم حلب.
توجهت اهتمامات الغرب بالاكتشافات الأثرية المهمة إلى من سوريا والعراق والعمل على فك رموزها ونقلها إلى الجامعات الأوروبية لدراستها في بداية القرن الثامن عشر، وكانت هناك منافسة بين الدول الغربية للبحث عن الآثار والكنوز الموجودة في الشرق الأوسط وخاصة في سوريا والعراق ولبنان، لذلك شهدت بعض الآثار عمليات سرقة لقطع قيمة ونادرة من أفراد أو منظمات.
توجد العديد من القطع الأثرية المهمة بالمتاحف العالمية والعربية ومنها متاحف دولة قطر ومتحف هيرميتاج في سانت بطرسبرغ ومتحف اللوفر ومتحف الشرق الأدنى في برلين، ومكتبة برلين، والمكتبة البريطانية، ومتحف إسطنبول الأثري في تركيا.

## قائمة المتاحف
هذه قائمة بالمتاحف الموجودة في سوريا.
| #  | الاسم                                   | صورة | المدينة         | تاريخ التأسيس | معلومات | مرجع                |
| -- | --------------------------------------- | ---- | --------------- | ------------- | --- | ------------------- |
| 1  | المتحف الوطني                           |      | دمشق            | 1919          | أحد أهم المتاحف العربية، فهو أكبرها وأقدمها وأشهرها ويشكل بأقسامه وحدائقه الواسعة متاحف عديدة ضمن متحف واحد، كما يضم أبرز الآثار السورية المكتشفة في القرن العشرين؛ مقسم إلى أربعة أجنحة متميزة، وهي جناح الآثار السورية الشرقية، وجناح الآثار السورية في العصور اليونانية والرومانية والبيزنطية، وجناح الآثار العربية الإسلامية، وجناح الفنون الحديثة والمعاصرة. | [ وب 1 ]            |
| 2  | متحف دمشق التاريخي                      |      | دمشق            | 1979          | يقع مقره في البيت الشامي الذي شيد في بداية القرن الثامن عشر منطقة سوق ساروجة، يضم المتحف وثائق ومخطوطات عن مدينة دمشق من الناحية التاريخية والاجتماعية. | [ وب 3 ]            |
| 3  | المتحف الحربي السوري                    |      | دمشق            | 1959          | يضم العديد من المعروضات والأسلحة القديمة والمعدات الحربية المختلفة وأرشيف عن الثورات السورية وبعض المدافع والطائرات الحربية | [ وب 4 ]            |
| 4  | متحف بانوراما حرب تشرين                 |      | دمشق            | 1998          | تقع بانورما حرب تشرين التحريرية عند مدخل مدينة دمشق الشمالي وهي تروي قصة البطولات التي خاضها الجيش السوري في حرب تشرين. | [ وب 5 ]            |
| 5  | متحف الطب والعلوم عند العرب             |      | دمشق            | 1978          | يضم نماذج من الأدوات الطبية وأدوات الصيدلة وما يختص بها من العهود القديمة ووثائق عن تطور الطب والعلوم عند العرب ويحمل المتحف تماثيل للأطباء يعملون ويدرسون في البيمارستان ويحمل البيمارستان نافورة في وسطه. | [ وب 6 ] [ وب 7 ]   |
| 6  | متحف الخط العربي                        |      | دمشق            | 1975          | يضم المتحف نوادر المخطوطات القديمة وكنوز تتعلق بالخط العربي. | [ وب 8 ] [ وب 9 ]   |
| 7  | المتحف الزراعي السوري                   |      | دمشق            | 1961          | يتكون المتحف من سبع قاعات سُميت بأسماء علماء عرب ومسـلمين برعوا بعلوم الزارعة المختلفة. | [ وب 10 ]           |
| 8  | متحف التقاليد الشعبية والصناعات اليدوية |      | دمشق            | 1954          | جمعت فيه المعروضات من مختلف المناطق السورية عن طريق الإهداء والشراء ووضعت المجسمات وتماثيل العرض. | -                   |
| 9  | متحف حلب الوطني                         |      | حلب             | 1931          | يضم كنوز من الآثار الهامة لتاريخ محافظة حلب والتاريخ العالمي، وهو من أهم متاحف العالم، نسبة لأهمية مجموعاته الأثرية، يقع في شمال غربي مدينة حلب القديمة، على مسافة قريبة نسبياً من برج ساعة باب الفرج. | [ وب 11 ]           |
| 10 | متحف قلعة حلب                           |      | حلب             | 1994          | يعرض الآثار التي عُثر عليها أثناء الحفريات في قلعة حلب، بقايا من تاريخ المتحف تعود إلى الحضارات السورية الأولى. |                     |
| 11 | متحف التقاليد الشعبية                   |      | حلب             | 1967          | يضم ويعرض كافة التقاليد والفنون وما يتعلق بالتراث الشعبي الأصيل في حلب. | [ وب 12 ]           |
| 12 | متحف حماة                               |      | حماة            | 1956          | يضم المتحف آثار كثيرة متنوعة تعود للحضارات القديمة الآرامية والرومانية والبيزنطية والمسيحية والإسلامية. | [ وب 13 ]           |
| 13 | متحف التقاليد الشعبية                   |      | حماة            | 1999          | يعرض المتحف التقاليد والحرف اليدوية المتعلقة بحياة سكانها وتاريخ مدينة حماة. | [ وب 14 ]           |
| 14 | متحف أفاميا                             |      | حماة            | 1982          | متحف متخصص باللوحات الفسيفسائية الأثرية التي اكتشفت في مدينة أفاميا الأثرية والمناطق المحيطة بها، وهذا المتحف موجود في "قلعة المضيق"، ويبعد قرابة 65 كم في الاتجاه الشمالي الغربي من مركز محافظة حماة. | [ وب 15 ]           |
| 15 | متحف حمص                                |      | حمص             | 1922          | يضم المتحف مجموعة من القطع الأثرية من محافظة حمص تعود لعصور ما قبل التاريخ وحتى العصر العثماني. | [ وب 16 ]           |
| 16 | متحف تدمر                               |      | تدمر            | ؟             | يحتوي الكثير من المعروضات والكنوز الأثرية الهامة التي اكتشفت في مملكة تدمر بالإضافة لاحتواءه على حديقة خارجية للمتحف تتوزع بها القطع الأثرية والمنحوتات. | [ وب 17 ]           |
| 17 | متحف التقاليد الشعبية                   |      | تدمر            | 1992          | متحف متخصص بالجوانب الثقافية لسكان تدمر والبادية. | [ وب 18 ]           |
| 18 | متحف اللاذقية                           |      | اللاذقية        | 1986          | يتألف المتحف من مجموعة من المستودعات والأروقة المعقودة تتوسطها باحة مستطيلة يعود بناؤه على الأغلب للقرن السابع عشر خلال فترة الحقبة العثمانية، وكان يطلق عليه خان الدخان. | [ وب 19 ]           |
| 19 | متحف درعا                               |      | درعا            | 1992          | يعد واحداً من أبرز المعالم الموجودة في درعا، وهو مبنى تكسوه الحجارة البازلتية وهو النمط السائد والمميز لمنطقة حوران، يضم بالعديد من القطع الأثرية والتي تختزل تاريخ حوران الحضاري منذ أقدم العصور. | [ وب 20 ] [ وب 21 ] |
| 20 | متحف بصرى                               |      | درعا            | 1962          | يقسم المتحف إلى جناحين رئيسيين واحد للآثار المكتشفة في المدينة والآخر للتقاليد الشعبية. | [ وب 22 ]           |
| 21 | متحف السويداء                           |      | السويداء        | 1990          | يختصر المتحف تاريخ منطقة البازلت الأسود القاسية الغنية بأوابدها التاريخية، وآثارها المتنوعة عبر العصور، والذي يعتبر أنموذجا فريدا من نماذج المتاحف التاريخية العريقة التي تزخر بها سوريا. | [ وب 23 ]           |
| 22 | متحف طيبة الإمام                        |      | حماة            | ؟             | يعد هذا المتحف واحداً من المتاحف السورية المشهورة، والذي يقع في مدينة طيبة الإمام، وعليه فقد سمي بهذا الاسم. | [ وب 24 ]           |
| 23 | متحف إدلب                               |      | إدلب            | 1987          | يضم المتحف مخطوطات للحضارات التي احتضنتها إدلب منذ آلاف السنين، إضافة إلى نصب بازلتية وأوان فخارية وجرار، ولوحات فسيفسائية، والعديد من الدمى الطينية. | [ وب 25 ]           |
| 24 | متحف معرة النعمان                       |      | إدلب            | 1987          | هو بناء يتألف من أربعة أجنحة مصلبة السقف تعلو سطوحها أبراج المصطليات وتتقدمها الأروقة الرشيقة بأقواسها المدببة وقناطرها المرتفعة وسقوفها المعقودة. | [ وب 26 ]           |
| 25 | متحف شهبا                               |      | السويداء        | 1962          | يضم المتحف روائع من لوحات فسيفساء، وفي مدخله هناك بعض أجزاء المعابد والأحجار المنقوشة، منها لوحة فسيفساء الآلهة ديونيزوس (باخوس) وأجزاء لوحات ذات نقوش ورسومات نباتية وحيوانية ورسومات لحوريات وآلهة وغيرها وفي الداخل، وتوجد أربعة لوحات فسيفساء بديعة ومن أجمل لوحات الفسيفساء وأكثرها تميزا وكذلك يوجد رأس تمثال من الرخام الأبيض العاجي للإمبراطور فيليب العربي وعدد من المنحوتات الجدارية. | [ وب 27 ] [ إنج 1 ] |
| 26 | متحف طرطوس                              |      | طرطوس           | 1956          | يضم المتحف ثلاثة أجنحة، ففي الجناح الجانبي الأيمن عرضت آثار الأزمنة التاريخية القديمة. وفي الجناح الرئيسي عرضت آثار العصور الإسلامية، أما الجناح الجانبي الأيسر فخصص للفنون الشعبية الساحلية. | [ وب 28 ]           |
| 27 | متحف أرواد                              |      | أرواد           | 1985          | يحتوي على عدد من الأقسام والمقتنيات والمواد الأثرية، وعلى مجموعة كبيرة من أدوات الصيد التي كان يستخدمها سكان المنطقة في ذلك الزمان، ومجموعة من الأدوات النحاسية ذات الأشكال المختلفة، والتي كانت تستخدم في أغلب الأعمال المنزلية. | [ وب 29 ]           |
| 28 | متحف الرقة                              |      | الرقة           | 1981          | يتألف من طابقين يحتوي كل طابق على مكتشفات أثرية هامة من المواقع العديدة المنتشرة في مختلف أرجاء محافظة الرقة. | [ وب 30 ]           |
| 29 | متحف دير الزور                          |      | دير الزور       | 1974          | يضم المتحف خمسة أجنحة أساسية هي جناح آثار ما قبل التاريخ وجناح الآثار السورية القديمة، وجناح الآثار الكلاسية، وجناح الآثار العربية الإسلامية، ثم جناح التقاليد الشعبية. | [ وب 31 ]           |
| 30 | متحف قلعة جعبر                          |      | محافظة الرقة    | 1973          | يضم المتحف الكثير من الآثار التي اكتشفت في القلعة، وقلعة جعبر حالياً هي جزيرة وسط نهر الفرات. | [ وب 32 ]           |
| 31 | متحف القنيطرة                           |      | محافظة القنيطرة | 1986          | تعرض في المتحف الآثار المكتشفة في محافظة القنيطرة والمؤرخة لمختلف العصور التاريخية وحسب التسلسل التاريخي منها آثار حضارة العصور الحجرية النحاسية المؤرخة للألف الرابع قبل الميلاد وآثار حضارة الشرق القديم في الألف الأول والثاني قبل الميلاد، وآثار العصر البرونزي القديم والوسيط والحديث والمؤرخ ما بين /300- 1500/ قبل الميلاد، وآثار الحضارة الكلاسيكية والهللنستية ورومانية والبيزنطية في القرن الأول ميلادي حتى القرن السابع الميلادي، بالإضافة إلى آثار الحضارة الإسلامية في القرن السابع حتى القرن التاسع عشر الميلادي | [ وب 33 ]           |
| 32 | متحف دير عطية                           |      | دير عطية        | 1991          | يضم عشرة مبان، فضلاً عن مبنى القلعة، ومبنى الفن الحديث، بنيت جميعها على مراحل متعددة وكلما دعت الحاجة إلى ذلك، ويعد كل واحد من هذه المباني قسماً خاصاً بذاته. | [ وب 34 ]           |

### بالعربية
مطبوعات
1. 1 2  محمد جمال راشد (2020). علم المتاحف.. نشأته، فروعه وآثره. القاهرة: العربي للنشر والتوزيع. ص. 217. ISBN:978-977-319-515-1. OCLC:1285687286.
2. 1 2  مي حواس (2021). التحيز في تفسير العمارة الاسلامية بين ثنائية الشرق والغرب. القاهرة: مكتبة الأنجلو المصرية. ص. 105-106. ISBN:978-977-05-3370-3.
3. ↑  أحمد فخري. بين آثار العالم العربي (PDF). القاهرة: مكتبة الأنجلو المصرية. ص. 48. OCLC:236014260.
4. ↑  خلف الطراونة (2015). متاحف الآثار والتراث. عمَّان: دار دجلة ناشرون وموزعون. ص. 26-27. ISBN:9796500346137. OCLC:8802214713.

وب
1. 1 2  نيرمين علي (19 أكتوبر 2022). "متحف دمشق الوطني "أرشيف" عصور وكنز أثري فريد". اندبندنت عربية. مؤرشف من الأصل في 2023-09-01. اطلع عليه بتاريخ 2023-09-01.
2. ↑  ""سوريا سلاما".. كنوز تدمر وحلب ودمشق في معرض بالدوحة". الجزيرة. 16 نوفمبر 2018. مؤرشف من الأصل في 2023-09-05. اطلع عليه بتاريخ 2023-09-05.
3. ↑  هشام عدرة. "«متحف دمشق التاريخي».. مرآة لعراقة العاصمة السورية". صحيفة الشرق الأوسط. مؤرشف من الأصل في 2023-09-01. اطلع عليه بتاريخ 2023-09-01.
4. ↑  السورية، وزارة الدفاع في الجمهورية العربية. "متحف دمشق الحربي". وزارة الدفاع في الجمهورية العربية السورية. مؤرشف من الأصل في 2023-09-02. اطلع عليه بتاريخ 2023-09-02.
5. ↑  السورية، وزارة الدفاع في الجمهورية العربية. "بانوراما حرب تشرين التحريرية". وزارة الدفاع في الجمهورية العربية السورية. مؤرشف من الأصل في 2023-09-02. اطلع عليه بتاريخ 2023-09-02.
6. ↑  "البيمارستان النوري في دمشق أهم متحف للطب والعلوم عند العرب". راديو سوا. مؤرشف من الأصل في 2023-10-03. اطلع عليه بتاريخ 2023-09-02.
7. ↑  "البيمارستان النوري الكبير - متحف الطب والعلوم عند العرب". آر تي العربية. 27 أكتوبر 2009. مؤرشف من الأصل في 2023-09-02. اطلع عليه بتاريخ 2023-09-02.
8. ↑  "«متحف الخط العربي» في دمشق القديمة سورية.. هنا بدأت الأبجدية وبدأ التاريخ". جريدة البناء. مؤرشف من الأصل في 2023-09-02. اطلع عليه بتاريخ 2023-09-02.
9. ↑  شوقي، أحمد (06 فبراير 2016). "متحف الخط العربي بدمشق.. رصد لتطور الكتابة العربية عبر العصور - جريدة الوطن". الوطن. مؤرشف من الأصل في 2023-09-03. اطلع عليه بتاريخ 2023-09-02.
10. ↑  "المتحف الزراعي". مديرية الإرشاد الزراعي في سورية. مؤرشف من الأصل في 2023-09-02. اطلع عليه بتاريخ 2023-09-02.
11. ↑  نيرمين علي (12 فبراير 2022). "متحف حلب الوطني يحكي تاريخ ما قبل الميلاد". اندبندنت عربية. مؤرشف من الأصل في 2023-09-03. اطلع عليه بتاريخ 2023-09-03.
12. ↑  أروى عفان. "متحف التقاليد الشعبية والصناعات اليدوية في دمشق". أماكن. مؤرشف من الأصل في 2022-10-23. اطلع عليه بتاريخ 2022-10-20.
13. ↑  خرتش، فيصل (21 يناير 2016). "متحف حماة.. آثار و حكايات قديمة". البيان الإماراتية. مؤرشف من الأصل في 2023-09-03. اطلع عليه بتاريخ 2023-09-03.
14. ↑  "متحف التقاليد الشعبية في حلب". إي عربي. 27 يوليو 2022. مؤرشف من الأصل في 2023-07-20. اطلع عليه بتاريخ 2023-07-20.
15. ↑  محمود أحمد الحسن (19 مايو 2009). "متحف "أفاميا"... بيت الفسيفساء". مدونة وطن. مؤرشف من الأصل في 2023-09-03. اطلع عليه بتاريخ 2023-09-03.
16. ↑  همام كدر (17 فبراير 2009). "في متحف "حمص" الوطني..لابدّ أن تتوقف". مدونة وطن. مؤرشف من الأصل في 2023-09-03. اطلع عليه بتاريخ 2023-09-03.
17. ↑  "متحف تدمر يحكي قصصها وابداعات اهلها عبر الزمن". البيان. 26 مايو 1999. مؤرشف من الأصل في 2023-06-24. اطلع عليه بتاريخ 2022-07-18.
18. ↑  هشام عدرة (25 فبراير 2011). "زوار تدمر وأهلها ينتظرون عودة متحف التقاليد الشعبية". الشرق الأوسط. مؤرشف من الأصل في 2023-10-03. اطلع عليه بتاريخ 2023-09-07.
19. ↑  نيرمين علي (18 أكتوبر 2019). "تعرفوا إلى متحف اللاذقية الوطني… جزء من تاريخ سوريا". اندبندنت عربية. مؤرشف من الأصل في 2023-09-03. اطلع عليه بتاريخ 2023-09-03.
20. ↑  ريم (13 أكتوبر 2018). "متحف درعا الوطني واجهة ثقافية.. بين هموم التأهيل ومشاكل التمويل". الوكالة العربية السورية للأنباء (سانا). مؤرشف من الأصل في 2023-09-03. اطلع عليه بتاريخ 2023-09-03.
21. ↑  محمد الفقير (12 أبريل 2009). "متحف "درعا".. مشروع متحف مركزي في الشرق الأوسط". مدونة وطن. مؤرشف من الأصل في 2023-09-03. اطلع عليه بتاريخ 2023-09-03.
22. ↑  "متحف بصرى". إي عربي. 2 يونيو 2022. مؤرشف من الأصل في 2023-09-03. اطلع عليه بتاريخ 2023-09-03.
23. ↑  رواء (17 نوفمبر 2018). "متحف السويداء.. تاريخ للبازلت". الوكالة العربية السورية للأنباء (سانا). مؤرشف من الأصل في 2020-01-13. اطلع عليه بتاريخ 2023-09-03.
24. ↑  "متحف طيبة الإمام". إي عربي. 2 يونيو 2022. مؤرشف من الأصل في 2023-09-03. اطلع عليه بتاريخ 2023-09-03.
25. ↑  يوسف، عمر (12 يوليو 2023). "متحف إدلب.. إرث حضاري عريق ناج من الحرب السورية". الجزيرة. مؤرشف من الأصل في 2023-09-05. اطلع عليه بتاريخ 2023-09-03.
26. ↑  مصطفى رستم (28 أكتوبر 2022). "كيف نجا متحف "معرة النعمان" من معارك الشمال السوري؟". اندبندنت عربية. مؤرشف من الأصل في 2023-09-03. اطلع عليه بتاريخ 2023-09-03.
27. ↑  زينة (9 مارس 2019). "متحف شهبا". الوكالة العربية السورية للأنباء (سانا). مؤرشف من الأصل في 2023-09-03. اطلع عليه بتاريخ 2023-09-03.
28. ↑  نيرمين علي (1 نوفمبر 2020). "متحف طرطوس من كنيسة إلى معرض للمقتنيات الأثرية التاريخية". اندبندنت عربية. مؤرشف من الأصل في 2022-10-05. اطلع عليه بتاريخ 2023-09-03.
29. ↑  "متحف أرواد". إي عربي. 2 يونيو 2022. مؤرشف من الأصل في 2023-09-03. اطلع عليه بتاريخ 2023-09-03.
30. ↑  محمد جمعة جبالي (2 يوليو 2013). "سوريا.. متحف الرقة في "أمان"". سكاي نيوز عربية. مؤرشف من الأصل في 2023-09-03. اطلع عليه بتاريخ 2023-09-03.
31. ↑  محمد الحيجي (31 كانون الأول 2008). "المتحف الوطني "بدير الزور".. وأسراره الثمينة". مدونة وطن. مؤرشف من الأصل في 2023-09-03. اطلع عليه بتاريخ 2023-09-03. {{استشهاد ويب}}: تحقق من التاريخ في: |تاريخ= (مساعدة)
32. ↑  "كانت مركزًا لحراسة القوافل.. قلعة جعبر في سوريا تجتذب السياح مجددًا". التلفزيون العربي. 25 سبتمبر 2022. مؤرشف من الأصل في 2023-09-03. اطلع عليه بتاريخ 2023-09-03.
33. ↑  فادي طلفاح (18 تمّوز 2010). ""متحف القنيطرة الأثري" يختزن الكثير من آثارها". مدونة وطن. مؤرشف من الأصل في 2023-09-03. اطلع عليه بتاريخ 2023-09-03. {{استشهاد ويب}}: تحقق من التاريخ في: |تاريخ= (مساعدة)
34. ↑  نهوند بحبوح (18 كانون الثاني 2020). "متحفُ دير عطية شاهدٌ على تاريخ البلدة العريق". مدونة وطن. مؤرشف من الأصل في 2023-09-03. اطلع عليه بتاريخ 2023-09-03. {{استشهاد ويب}}: تحقق من التاريخ في: |تاريخ= (مساعدة)

### بالإنجليزية
1. ↑  "Shahba Museum ... Tales of ancient Greek myths in beautiful mosaic paintings". Syrian Arab News Agency (بالإنجليزية). 6 Jan 2020. Archived from the original on 2023-03-24.